# Raffaello Gestro
Raffaello Gestro (ur. 21 marca 1845 w Genui, zm. 6 czerwca 1936 tamże) – włoski entomolog, zajmował się głównie chrząszczami.
Gestro był dyrektorem Muzeum Historii Naturalnej Giacomo Dorii w Genui. Był członkiem i przewodniczącym Włoskiego Towarzystwa Entomologicznego.